# Équipe de Belgique de hockey sur gazon en 2023
Maillots
Chronologie
Saison précédente Saison suivante
Du 14 janvier au 27 août 2023, l'équipe de Belgique de hockey sur gazon participe à la Coupe du monde 2023, aux douze matchs restants de la Ligue professionnelle 2022-2023, et l'Euro 2023.

## Objectifs
- De gagner la Coupe du monde 2023.
- D'éviter la relégation à la Coupe des nations 2023 via la Ligue professionnelle 2022-2023.
- De se qualifier pour les Jeux olympiques 2024 via l'Euro 2023.

## Résumé de la saison
Le 5 janvier 2023, départ matinal pour les champions du monde et olympiques qui entameront leur Coupe du monde, à Bhubaneswar, en Inde, le samedi 14 janvier face à la Corée. Un dernier rendez-vous sur le sol belge pour les protégés de Michel van den Heuvel qui sont arrivés, au compte-gouttes, à Brussels Airport, sur le coup de 7 heures, pour rencontrer, une toute dernière fois, la presse belge avant de rejoindre leur camp de base au Sandy’s Tower, l’hôtel qui les avait déjà accueilli lors de leur premier sacre mondial en décembre 2018 et qui se situe à quelque encablures du Kalinga Stadium.
Le 14 janvier 2023, pour leur entrée en matière dans cette Coupe du monde, les joueurs belges affrontaient la 10e nation mondiale à savoir la Corée du Sud, l’équipe la plus faible sur papier dans le groupe B. Privés de John-John Dohmen, sur le banc, mais grippé cette semaine et donc laissé au repos, cette rencontre est gagnée (5-0). Trois jours plus tard, après le succès, samedi, face à la Corée du Sud (5-0), lors de leur match d’ouverture, les protégés de Michel van den Heuvel voulaient impérativement poursuivre leur marche en avant et confirmer leur bon sentiment à l’issue de la seconde période bien plus consistante. Mais face à l’Allemagne, ils étaient également conscients qu’ils devraient se montrer plus appliqués et inspirés pour prendre l’ascendant sur leur adversaire du jour afin de prendre une première option sur les quarts de finale avant le dernier match de poule programmé, vendredi, à Rourkela, face au Japon. Cette rencontre est partagée (2-2). Trois jours plus tard, le stress a été total pour les Belges jusqu’au coup de sifflet final qui a ponctué la victoire de l’Allemagne face à la Corée du Sud, juste après leur prestation du jour. Une large victoire, certes, mais insuffisante dans les chiffres (7-2) pour dépasser les Red Lions en tête du groupe B après leur succès tout aussi plantureux dans les chiffres face au Japon (7-1). Mission accomplie donc pour les protégés de Michel van den Heuvel qui filent directement en quart de finale sans devoir passer par l’exercice souvent délicat du match croisé. Quatre jours plus tard, c’est finalement, en milieu d’après-midi, peu avant la fin du délai officiel (qui est fixé à 90 minutes avant le coup d’envoi du quart de finale), et comme l’y autorise le règlement du tournoi, que le staff belge a communiqué le forfait de son défenseur anversois pour la suite de cette Coupe du monde. Une nouvelle qui était évidemment dans l’air depuis sa blessure, vendredi, lors du dernier match de poule face au Japon, à Rourkela. Alexander Hendrickx souffre d’une déchirure au ligament interne du genou droit et sera indisponible pour une période d’environ 6 semaines. Comme attendu, c’est le jeune Maxime van Oost (23 ans) qui entre donc dans l’équipe et qui jouera, ce soir, face à la Nouvelle-Zélande. Les choses sérieuses débutaient réellement pour les Red Lions avec ce quart de finale face à la 11e nation mondiale. Mais, avec le forfait d’Alexander Hendrickx annoncé en plein milieu d’après-midi (mais déjà planifié par le staff, dès dimanche midi), Michel van den Heuvel avait dû revoir quelque peu ses plans pour adapter quelques détails tactiques mais surtout prévoir de nouvelles alternatives pour son penalty vu l’absence du plus grand spécialiste mondial actuel. Cette rencontre est gagnée (2-0). Trois jours plus tard, après le succès, samedi, face à la Corée du Sud (5-0), lors de leur match d’ouverture, les protégés de Michel van den Heuvel rêvaient d'une deuxième finale consécutive. Mais face aux Pays-Bas pour la demi-finale, ils étaient également conscients qu’ils devraient se montrer plus appliqués et inspirés pour prendre l’ascendant sur leur adversaire. Cette rencontre est remportée aux shoot-outs (3-2) après le partage en temps réglementaire (2-2). Deux jours plus tard, le grand moment est attendu pour les Red Lions qui rêvent d'une deuxième étoile sur leur maillot. Mais face à l'Allemagne pour cette finale 2023, ils prennaient encore conscience qu'ils devraient se montrer dangereux et combatifs. Cette rencontre est perdue aux shoot-outs (5-4) après le partage en temps réglementaire (3-3).
Le 22 mai 2023, le sélectionneur national a annoncé sa liste de 19 joueurs pour le premier week-end de Pro League organisé à Londres (26 au 28 mai), avec 2 premiers duels face à l’Inde et à la Grande-Bretagne. Un groupe dans lequel on ne retrouve pas Vincent Vanasch, Arthur Van Doren, Alexander Hendrickx, Florent van Aubel et Sébastien Dockier qui disputent toujours les playoffs avec leurs clubs respectifs, en Allemagne ou aux Pays-Bas. Antoine Kina, blessé, après avoir conquis le titre, dimanche après-midi, avec la Gantoise ne sera pas du voyage non plus.
Le 24 mai 2023, quelques jours après l’annoncé par le Racing de l’arrivée du milieu de terrain brabançon, en provenance du Dragons, c’est la Fédération qui a communiqué, ce mercredi, l’intention de Simon Gougnard de mettre sa carrière sous le maillot des Red Lons, entre parenthèses, durant l’été. Il ne disputera donc pas les rencontres de Pro League, à Londres, et, à Anvers, et il ne participera pas ; non plus, au Championnat d’Europe de Mönchengladbach, en août prochain.
Le 26 mai 2023, cette première étape londonienne de la compétition mondiale constituait un bon test pour les protégés de Michel van den Heuvel, 4 mois après la finale de Coupe du monde perdue face à l’Allemagne. Un premier rendez-vous pour un groupe rajeuni, pour l’occasion, en l’absence de plusieurs cadres laissés au repos ou pour cause de playoffs en Allemagne ou aux Pays-Bas, à seulement 3 mois du Championnat d’Europe de Mönchengladbach. Le duel face à l’Inde constituait donc une belle opportunité pour certains, de reprendre leurs marques et, pour d’autres, de démontrer leurs ambitions dans le noyau à l’entame de cette préparation pour l’Euro. Cette rencontre est gagnée (2-1). Deux jours plus tard, pour leur deuxième rencontre londonienne, et après le succès face à l’Inde (2-1), les Belges étaient bien conscients qu’ils devraient encore gagner en consistance face à la Grande-Bretagne. Un adversaire plus athlétique bien déterminé à réaliser un sans-faute devant ses supporters durant ce premier week-end de compétition au Lee Valley Stadium. Cette rencontre est perdue (3-1) après les 5 dernières minutes du 1er quart.
Le 1er juin 2023, dans une communication aux médias, la Fédé annonce une nouvelle composition pour les Red Lions qui joueront la seconde partie de la session de Pro League à Londres. Michel van den Heuvel a rappelé Gauthier Boccard, Félix Denayer et Tom Boon. Il garde Guillermo Hainaut en réserve et ne part pas avec Guillaume Hellin, Thomas Crols et Roman Duvekot.
Le 2 juin 2023, pour ce deuxième week-end de Pro League, à Londres, les Red Lions récupéraient 3 cadres de retour dans l’équipe (Félix Denayer, Tom Boon et Gauthier Boccard) mais ils devaient toujours se passer des champions de Hoofdklasse avec Pinoké, Alexander Hendrickx, Florent van Aubel et Sébastien Dockier ainsi que d’Arthur Van Doren, lui aussi au repos, et de Vincent Vanasch, qui dispute le Final 4 avec Cologne, ce week-end. Un nouveau duel face à l’Inde qui devait permettre aux joueurs belges de retrouver leurs sensations et de poursuivre le travail entrepris lors des 2 précédents duels de Pro League. Cette rencontre est perdue (5-1) très largement. Deux jours plus tard, pour leur quatrième et dernière rencontre au Lee Valley Stadium, à Londres, les joueurs belges voulaient corriger le tir et éviter une 3e défaite pas du tout bienvenue en pleine préparation pour le Championnat d’Europe ni avant la poursuite la Pro League avec les 2 prochaines étapes programmées à Anvers dès la mi-juin. Mais, face à la Grande-Bretagne, il était également capital de retrouver les fondements du jeu et surtout une meilleure assise défensive pour éviter de reproduire la prestation de vendredi après-midi lors de la défaite cuisante face à l’Inde (5-1). Une réaction était donc clairement attendue. Cette rencontre est gagnée (2-3) avec panache.
Le 17 juin 2023, plusieurs cadres effectueront leur grand retour sous le maillot national à l’occasion de cette nouvelle étape de la Pro League qui fait arrêt à Anvers. Vincent Vanasch, Arthur van Doren, Alexander Hendrickx (qui ne devrait disputer que le dernier des quatre matchs), Sébastien Dockier, Florent van Aubel et Cédric Charlier retrouvent la sélection pour les duels programmés face à l’Australie et à la Nouvelle-Zélande et après les 2 étapes londoniennes de la Pro League, c’est à Anvers que les champions olympiques poursuivaient leur préparation pour le Championnat d’Europe avec des duels programmés face à l’Australie et à la Nouvelle-Zélande. Quatre nouvelles rencontres pour lesquelles Michel van den Heuvel récupéraient une partie de ses cadres avec les retours de Vincent Vanasch, Arthur van Doren, Sébastien Dockier, Florent van Aubel et Cédric Charlier. Seuls manquaient encore à l’appel Tom Boon et Antoine Kina, blessés, ainsi que Alexander Hendrickx qui devraient, normalement, retrouver ses coéquipiers sur le terrain, mardi, lors du dernier duel face aux Black Sticks. Cette rencontre face à l'Australie est remportée (5-4) sur le fil. Le lendemain, 24 heures après avoir battu l’Australie (5-4) à l’issue d’une rencontre de très haute intensité et réellement passionnante, la Belgique voulait confirmer face à la Nouvelle-Zélande en proposant une nouvelle prestation aboutie. Avec Tanguy Cosyns, William Ghislain et Nicolas Poncelet dans le groupe des 18 (à la place de Arthur van Doren, Nicolas de Kerpel et Florent van Aubel), et Loic van Doren dans les buts, les Red Lions devaient néanmoins patienter avant de lancer les hostilités. Cette rencontre est gagnée (3-1) avec maitrise. Deux jours plus tard, c’est sous une pluie battante et avec 25 minutes de retard que la rencontre de Pro League face à l’Australie a finalement débuté. Un duel au sommet entre 2 des meilleures nations mondiales qui avaient déjà offert un spectacle incroyable, samedi, en fin d’après-midi, et qui s’était soldé par un succès des Red Lions (5-4). Et pour ce second affrontement, le 3e match en 4 jours pour les Belges, Michel van den Heuvel continuait à faire tourner son effectif en laissant dans les tribunes, Félix Denayer (contracture au mollet), Thibeau Stockbroekx et Nicolas Poncelet, et en alignant Loic van Doren dans les buts. Cette rencontre est gagnée (3-1) pour aligner une 4e victoire de rang. Le lendemain, les protégés de Michel van den Heuvel poursuivent sur leur lancée. Ils ont clôturé ce 3e rendez-vous de la Pro League, à Anvers, avec une nouvelle victoire (la quatrième en 5 jours) face à la Nouvelle-Zélande (1-0) après avoir livré une prestation de bonne facture.
Le 25 juin 2023, alors qu’ils avaient livré 4 rencontres en seulement 5 jours quelques jours auparavant en Pro League, les joueurs belges continuent à s’entrainer dur pour le prochain Championnat d’Europe. C’est ainsi que ce vendredi le groupe s’est entrainé à Anvers pour poursuivre sa préparation pour les prochaines échéances. Une séance de travail lors de laquelle les absents de ces derniers jours, Tom Boon (gros hématome à la main), Antoine Kina (inflammation au poignet depuis les playoffs) et Alexander Hendrickx (infection à la gorge) ont pu reprendre avec le groupe et travailler normalement. Seuls manquaient à l’appel le capitaine Félix Denayer (gêne au mollet depuis le premier match face à la Nouvelle-Zélande) et Sébastien Dockier (inflammation œil gauche).
Le 30 juin 2023, pour leur première rencontre de ce dernier bloc de Pro League, à Anvers, les joueurs belges retrouvaient sur leur route un de leurs futurs adversaires du Championnat d’Europe, programmé en août prochain, à Mönchengladbach. Un nouveau test donc, face à l’Espagne (FIH 7), pour les protégés de Michel van den Heuvel (sans Arthur van Doren, Cédric Charlier, Nicolas de Kerpel et Tom Boon laissés en tribunes) qui visent un nouveau titre en Pro League, cette saison (comme en 2021). Cette rencontre est remportée (7-2) avec démonstration. Le lendemain, comme du côté féminin, un peu plus tôt dans l’après-midi, le derby des plats pays n’a pas tourné comme attendu pour les champions olympiques qui ont subi une lourde défaite (1-6) face à une équipe néerlandaise très affutée et extrêmement bien préparée pour ce premier rendez-vous de Pro League entre les 2 nations. Deux jours plus tard, après la piètre prestation face aux Pays-Bas et la lourde défaite (1-6), samedi, les joueurs belges devaient une revanche à leurs supporters pour le second duel face à l’Espagne. Mais, contrairement à leur premier affrontement face à la 7e nation mondiale, les protégés de Michel van den Heuvel, qui avait laissé en tribunes Arthur van Doren (légèrement blessé), Nelson Onana, William Ghislain et Thibeau Stockbroekx, ont mis un peu de temps à trouver la parade pour faire sauter le bloc défensif adverse extrêmement compact durant les 30 premières minutes. Cette rencontre est remportée (5-1) en remettant les pendules à l'heure. Le lendemain, c’était une véritable finale qui opposait la Belgique aux Pays-Bas pour cette dernière rencontre de la saison de Pro League. Un derby des plats pays décisifs puisque le vainqueur de la rencontre serait sacré à l’issue des 60 minutes de jeu. Un classico du hockey mondial opposant d’ailleurs les 2 derniers tenants du titre. Un match spécial pour John-John Dohmen qui égalait le record mondial de Teun de Nooijer (453 sélections). Les Red Lions, qui s’alignaient sans Tom Boon, Sébastien Dockier, Nicolas de Kerpel et Gauthier Boccard, avaient évidemment à cœur de corriger l’affront de samedi et la défaite cinglante (6-1) infligée par la jeune garde néerlandaise, extrêmement affûtée, et surtout parfaitement en place dans tous les secteurs du jeu. Cette rencontre est perdue (2-4) et les Red Lions terminent troisième de la saison 2022-2023.
Le 31 juillet 2023, le sélectionneur des Red Lions Michel van den Heuvel a remis sa sélection des 18 (+2 réservistes) Red Lions qui disputeront le championnat d’Europe du 19 au 27 août à Mönchengladbach, en Allemagne. Ces arrivées et retours ont donc poussé vers la sortie quelques grands noms à commencer par celui de Tom Boon.
Le 20 août 2023, appelés à entamer leur tournoi continental par l’incontestable plus gros morceau de leur poule – l’Angleterre, 3e nation mondiale… –, les Red Lions ont connu certains ratés à l’allumage, dimanche sur le coup de midi au Sparkassen Park, théâtre de ces championnats d’Europe sur lesquels ils fondent énormément d’ambitions. Cette rencontre est remportée (5-3) d'une remontée dans le 3e quart. Le lendemain, les Red Lions se sont officiellement qualifiés pour les demi-finales après avoir battu les deux plus sérieux adversaires de leur poule à savoir l'Angleterre ((5-3) la veille) et l'Espagne ((5-1) à l'heure actuelle). Ils sont sûrs à 99,99 % de finir à la première place. Deux jours plus tard, il n’y avait pas d’enjeu stressant, juste l’envie de se faire plaisir et de terminer cette phase de poules de la meilleure des manières, avec un succès tranquille et rassurant pour la suite des événements. Comme prévu, les Red Lions n’ont fait qu’une bouchée de la modeste formation autrichienne, 19e au classement de la FIH, mercredi matin. Cette rencontre est remportée (3-1) au petit trot. Deux jours plus tard, avis de tempête sur Mönchengladbach ! Un peu moins de vingt-quatre heures après les dames, qui s’étaient qualifiées au forceps face à l’Allemagne, jeudi soir, les messieurs n’ont pas pu les imiter, vendredi en début de soirée face aux Pays-Bas. Cette rencontre est perdue (3-2) et les Red Lions disputeront le tournoi de qualification olympique en janvier. Deux jours plus tard, les Red Lions visent un 12e podium de rang à Mönchengladbach face à l'Allemagne. Cette rencontre est gagnée (0-2) et les Red Lions sont médaillés de bronze.
Le 25 septembre 2023, Michel van den Heuvel a dévoilé la liste des 22 joueurs qui figurent dans le groupe à moins de 10 mois des JO, Sébastien Dockier et Simon Gougnard mettent quant à eux fin à leur carrière internationale,.
Le 6 novembre 2023, les Red Lions, champion en titre, se retrouvent dans la poule A aux côtés de l’Espagne, la Corée du Sud, l’Irlande, le Japon, l’Autriche, l’Égypte et l’Ukraine pour le tournoi de qualification olympique à Valence du 13 au 21 janvier 2024. Le lendemain, dans la foulée, les Red Lions héritent de l'Irlande, du Japon et de l'Ukraine dans la poule A du tournoi de Valence.
Le 30 décembre 2023, Michel van den Heuvel, le sélectionneur des Lions, a annoncé sa liste pour le tournoi qualificatif olympique qui de se déroulera, à Valence, du 13 au 21 janvier prochain. Une sélection qui compte, encore aujourd’hui, 19 noms en raison de la possible évolution de la blessure d’Antoine Kina. Le Gantois s’est blessé (déchirure à l’ischio, il y a 15 jours, lors de la rencontre face à l’Inde lors du stage espagnol). En revanche, tous les voyants sont au vert pour les derniers blessés. Florent van Aubel (opération au pouce), John-John Dohmen (réveil fracture du péroné), d’Arno van Dessel (fracture au doigt) ont tous repris, normalement, les entrainements cette semaine. Un groupe dans lequel on retrouve, surtout, Tom Boon, de retour aux affaires.

## Bilan de la saison
L'équipe belge:
- a échoué en finale de la Coupe du monde 2023.
- s'est maintenue en Ligue professionnelle pour la saison 2023-2024.
- a échoué en demi-finale de l'Euro 2023 et aura une seconde chance via le Tournoi de qualification olympique 2024.

### Coupe du monde 2023

#### Poule B
| Rang | Équipe       | Pts | J | G | N | P | Bp | Bc | Diff |
| ---- | ------------ | --- | - | - | - | - | -- | -- | ---- |
| 1    | BelgiqueT    | 7   | 3 | 2 | 1 | 0 | 14 | 3  | +11  |
| 2    | Allemagne    | 7   | 3 | 2 | 1 | 0 | 12 | 4  | +8   |
| 3    | Corée du Sud | 3   | 3 | 1 | 0 | 2 | 4  | 13 | -9   |
| 4    | Japon        | 0   | 3 | 0 | 0 | 3 | 2  | 12 | -10  |

| 14 janvier 2023 | Belgique     | 5 - 0 | Corée du Sud | Bhubaneswar |
| 14 janvier 2023 | Allemagne    | 3 - 0 | Japon        | Bhubaneswar |
| 17 janvier 2023 | Corée du Sud | 2 - 1 | Japon        | Bhubaneswar |
| 17 janvier 2023 | Allemagne    | 2 - 2 | Belgique     | Bhubaneswar |
| 20 janvier 2023 | Belgique     | 7 - 1 | Japon        | Rourkela    |
| 20 janvier 2023 | Corée du Sud | 2 - 7 | Allemagne    | Rourkela    |

#### Tableau final
|  | Huitièmes de finale | Huitièmes de finale | Huitièmes de finale | Huitièmes de finale |                 |                 | Quarts de finale | Quarts de finale | Quarts de finale | Quarts de finale |                 |                 | Demi-finales    | Demi-finales    | Demi-finales    | Demi-finales    |  |  | Finale          | Finale          | Finale          | Finale          |
|  |                     |                     |                     |                     |                 |                 |                  |                  |                  |                  |                 |                 |                 |                 |                 |                 |  |  |                 |                 |                 |                 |
|  |                     |                     |                     |                     |                 |                 | 24 janvier 2023  | 24 janvier 2023  | 24 janvier 2023  | 24 janvier 2023  |                 |                 | 27 janvier 2023 | 27 janvier 2023 | 27 janvier 2023 | 27 janvier 2023 |  |  | 29 janvier 2023 | 29 janvier 2023 | 29 janvier 2023 | 29 janvier 2023 |
|  |                     |                     |                     |                     |                 |                 | 24 janvier 2023  | 24 janvier 2023  | 24 janvier 2023  | 24 janvier 2023  |                 |                 | 27 janvier 2023 | 27 janvier 2023 | 27 janvier 2023 | 27 janvier 2023 |  |  | 29 janvier 2023 | 29 janvier 2023 | 29 janvier 2023 | 29 janvier 2023 |
|  |                     |                     |                     |                     |                 |                 | 24 janvier 2023  | 24 janvier 2023  | 24 janvier 2023  | 24 janvier 2023  |                 |                 | 27 janvier 2023 | 27 janvier 2023 | 27 janvier 2023 | 27 janvier 2023 |  |  | 29 janvier 2023 | 29 janvier 2023 | 29 janvier 2023 | 29 janvier 2023 |
|  |                     |                     |                     |                     |                 |                 | 24 janvier 2023  | 24 janvier 2023  | 24 janvier 2023  | 24 janvier 2023  |                 |                 | 27 janvier 2023 | 27 janvier 2023 | 27 janvier 2023 | 27 janvier 2023 |  |  | 29 janvier 2023 | 29 janvier 2023 | 29 janvier 2023 | 29 janvier 2023 |
|  | A1                  | Australie           | 4                   | 4                   |                 |                 |                  |                  |                  |                  |                 |                 | 27 janvier 2023 | 27 janvier 2023 | 27 janvier 2023 | 27 janvier 2023 |  |  | 29 janvier 2023 | 29 janvier 2023 | 29 janvier 2023 | 29 janvier 2023 |
|  | A1                  | Australie           | 4                   | 4                   | 22 janvier 2023 |                 |                  |                  |                  |                  |                 |                 | 27 janvier 2023 | 27 janvier 2023 | 27 janvier 2023 | 27 janvier 2023 |  |  | 29 janvier 2023 | 29 janvier 2023 | 29 janvier 2023 | 29 janvier 2023 |
|  |                     |                     | D3                  | Espagne             | 3               | 3               |                  |                  |                  |                  |                 |                 | 27 janvier 2023 | 27 janvier 2023 | 27 janvier 2023 | 27 janvier 2023 |  |  | 29 janvier 2023 | 29 janvier 2023 | 29 janvier 2023 | 29 janvier 2023 |
|  | C2                  | Malaisie            | D3                  | Espagne             | 3               | 3               | 2 (3)            | 2 (3)            |                  |                  |                 |                 | 27 janvier 2023 | 27 janvier 2023 | 27 janvier 2023 | 27 janvier 2023 |  |  | 29 janvier 2023 | 29 janvier 2023 | 29 janvier 2023 | 29 janvier 2023 |
|  | C2                  | Malaisie            | 25 janvier 2023     |                     |                 |                 | 2 (3)            | 2 (3)            |                  |                  |                 |                 | 27 janvier 2023 | 27 janvier 2023 | 27 janvier 2023 | 27 janvier 2023 |  |  | 29 janvier 2023 | 29 janvier 2023 | 29 janvier 2023 | 29 janvier 2023 |
|  | D3                  | Espagne             | 2 (4)tab            | 2 (4)tab            |                 |                 |                  |                  |                  |                  |                 |                 | 27 janvier 2023 | 27 janvier 2023 | 27 janvier 2023 | 27 janvier 2023 |  |  | 29 janvier 2023 | 29 janvier 2023 | 29 janvier 2023 | 29 janvier 2023 |
|  | D3                  | Espagne             | 2 (4)tab            | 2 (4)tab            | A1              | Australie       | 3                | 3                |                  |                  |                 |                 |                 |                 |                 |                 |  |  | 29 janvier 2023 | 29 janvier 2023 | 29 janvier 2023 | 29 janvier 2023 |
|  |                     |                     |                     |                     | A1              | Australie       | 3                | 3                |                  |                  |                 |                 |                 |                 |                 |                 |  |  | 29 janvier 2023 | 29 janvier 2023 | 29 janvier 2023 | 29 janvier 2023 |
|  |                     |                     | B2                  | Allemagne           | 4               | 4               |                  |                  |                  |                  |                 |                 |                 |                 |                 |                 |  |  | 29 janvier 2023 | 29 janvier 2023 | 29 janvier 2023 | 29 janvier 2023 |
|  |                     |                     |                     |                     | 4               | 4               |                  |                  |                  |                  |                 |                 |                 |                 |                 |                 |  |  | 29 janvier 2023 | 29 janvier 2023 | 29 janvier 2023 | 29 janvier 2023 |
|  |                     | 27 janvier 2023     |                     |                     |                 |                 |                  |                  |                  |                  |                 |                 |                 |                 |                 |                 |  |  | 29 janvier 2023 | 29 janvier 2023 | 29 janvier 2023 | 29 janvier 2023 |
|  |                     |                     |                     |                     |                 |                 |                  |                  |                  |                  |                 |                 |                 |                 |                 |                 |  |  | 29 janvier 2023 | 29 janvier 2023 | 29 janvier 2023 | 29 janvier 2023 |
|  | D1                  | Angleterre          | 2 (3)               | 2 (3)               |                 |                 |                  |                  |                  |                  |                 |                 |                 |                 |                 |                 |  |  | 29 janvier 2023 | 29 janvier 2023 | 29 janvier 2023 | 29 janvier 2023 |
|  | D1                  | Angleterre          | 2 (3)               | 2 (3)               | 23 janvier 2023 |                 |                  |                  |                  |                  |                 |                 |                 |                 |                 |                 |  |  | 29 janvier 2023 | 29 janvier 2023 | 29 janvier 2023 | 29 janvier 2023 |
|  |                     |                     | B2                  | Allemagne           | 2 (4)tab        | 2 (4)tab        |                  |                  |                  |                  |                 |                 |                 |                 |                 |                 |  |  | 29 janvier 2023 | 29 janvier 2023 | 29 janvier 2023 | 29 janvier 2023 |
|  | B2                  | Allemagne           | B2                  | Allemagne           | 2 (4)tab        | 2 (4)tab        | 5                | 5                |                  |                  |                 |                 |                 |                 |                 |                 |  |  | 29 janvier 2023 | 29 janvier 2023 | 29 janvier 2023 | 29 janvier 2023 |
|  | B2                  | Allemagne           | 24 janvier 2023     |                     |                 |                 | 5                | 5                |                  |                  |                 |                 |                 |                 |                 |                 |  |  | 29 janvier 2023 | 29 janvier 2023 | 29 janvier 2023 | 29 janvier 2023 |
|  | A3                  | France              | 1                   | 1                   |                 |                 |                  |                  |                  |                  |                 |                 |                 |                 |                 |                 |  |  | 29 janvier 2023 | 29 janvier 2023 | 29 janvier 2023 | 29 janvier 2023 |
|  | A3                  | France              | 1                   | 1                   | B2              | Allemagne       | 3 (5)tab         | 3 (5)tab         |                  |                  |                 |                 |                 |                 |                 |                 |  |  |                 |                 |                 |                 |
|  |                     |                     |                     |                     | B2              | Allemagne       | 3 (5)tab         | 3 (5)tab         |                  |                  |                 |                 |                 |                 |                 |                 |  |  |                 |                 |                 |                 |
|  |                     |                     | B1                  | Belgique            | 3 (4)           | 3 (4)           |                  |                  |                  |                  |                 |                 |                 |                 |                 |                 |  |  |                 |                 |                 |                 |
|  |                     |                     |                     |                     | 3 (4)           | 3 (4)           |                  |                  |                  |                  |                 |                 |                 |                 |                 |                 |  |  |                 |                 |                 |                 |
|  |                     |                     |                     |                     |                 |                 |                  |                  |                  |                  |                 |                 |                 |                 |                 |                 |  |  |                 |                 |                 |                 |
|  |                     |                     |                     |                     |                 |                 |                  |                  |                  |                  |                 |                 |                 |                 |                 |                 |  |  |                 |                 |                 |                 |
|  | B1                  | Belgique            | 2                   | 2                   |                 |                 |                  |                  |                  |                  |                 |                 |                 |                 |                 |                 |  |  |                 |                 |                 |                 |
|  | B1                  | Belgique            | 2                   | 2                   | 22 janvier 2023 |                 |                  |                  |                  |                  |                 |                 |                 |                 |                 |                 |  |  |                 |                 |                 |                 |
|  |                     |                     | C3                  | Nouvelle-Zélande    | 0               | 0               |                  |                  |                  |                  |                 |                 |                 |                 |                 |                 |  |  |                 |                 |                 |                 |
|  | D2                  | Inde                | C3                  | Nouvelle-Zélande    | 0               | 0               | 3 (4)            | 3 (4)            |                  |                  |                 |                 |                 |                 |                 |                 |  |  |                 |                 |                 |                 |
|  | D2                  | Inde                | 25 janvier 2023     |                     |                 |                 | 3 (4)            | 3 (4)            |                  |                  |                 |                 |                 |                 |                 |                 |  |  |                 |                 |                 |                 |
|  | C3                  | Nouvelle-Zélande    | 3 (5)tab            | 3 (5)tab            |                 |                 |                  |                  |                  |                  |                 |                 |                 |                 |                 |                 |  |  |                 |                 |                 |                 |
|  | C3                  | Nouvelle-Zélande    | 3 (5)tab            | 3 (5)tab            | B1              | Belgique        | 2 (3)tab         | 2 (3)tab         |                  |                  |                 |                 |                 |                 |                 |                 |  |  |                 |                 |                 |                 |
|  |                     |                     |                     |                     | B1              | Belgique        | 2 (3)tab         | 2 (3)tab         |                  |                  |                 |                 |                 |                 |                 |                 |  |  |                 |                 |                 |                 |
|  |                     |                     | C1                  | Pays-Bas            | 2 (2)           | 2 (2)           |                  |                  |                  |                  |                 |                 |                 |                 |                 |                 |  |  |                 |                 |                 |                 |
|  |                     |                     |                     |                     | 2 (2)           | 2 (2)           |                  |                  |                  |                  |                 |                 |                 |                 |                 |                 |  |  |                 |                 |                 |                 |
|  |                     |                     |                     |                     |                 |                 |                  |                  |                  |                  |                 |                 |                 |                 |                 |                 |  |  |                 |                 |                 |                 |
|  |                     |                     |                     |                     |                 |                 |                  |                  |                  |                  |                 |                 |                 |                 |                 |                 |  |  |                 |                 |                 |                 |
|  | C1                  | Pays-Bas            | 5                   | 5                   | Troisième place | Troisième place | Troisième place  | Troisième place  |                  |                  |                 |                 |                 |                 |                 |                 |  |  |                 |                 |                 |                 |
|  | C1                  | Pays-Bas            | 5                   | 5                   | Troisième place | Troisième place | Troisième place  | Troisième place  | 23 janvier 2023  |                  |                 |                 |                 |                 |                 |                 |  |  |                 |                 |                 |                 |
|  |                     |                     | B3                  | Corée du Sud        | 1               | 1               |                  |                  | 29 janvier 2023  | 29 janvier 2023  | 29 janvier 2023 | 29 janvier 2023 |                 |                 |                 |                 |  |  |                 |                 |                 |                 |
|  | A2                  | Argentine           | B3                  | Corée du Sud        | 1               | 1               | 5 (2)            | 5 (2)            | 29 janvier 2023  | 29 janvier 2023  | 29 janvier 2023 | 29 janvier 2023 |                 |                 |                 |                 |  |  |                 |                 |                 |                 |
|  | A2                  | Argentine           |                     |                     |                 |                 |                  | 5 (2)            |                  |                  | A1              | Australie       | 1               | 1               |                 |                 |  |  |                 |                 |                 |                 |
|  | B3                  | Corée du Sud        | 5 (3)tab            | 5 (3)tab            |                 |                 |                  |                  |                  |                  | A1              | Australie       | 1               | 1               |                 |                 |  |  |                 |                 |                 |                 |
|  | B3                  | Corée du Sud        | 5 (3)tab            | 5 (3)tab            | C1              | Pays-Bas        | 3                | 3                |                  |                  |                 |                 |                 |                 |                 |                 |  |  |                 |                 |                 |                 |
|  |                     |                     |                     |                     |                 |                 |                  |                  |                  |                  |                 |                 |                 |                 |                 |                 |  |  |                 |                 |                 |                 |

### Ligue professionnelle 2022-2023
| Rang               | Équipe           | J  | V  | N | SO | P  | BP | BC | +/- | Pts | Classement mondial FIH | Classement mondial FIH | Classement mondial FIH |
| Rang               | Équipe           | J  | V  | N | SO | P  | BP | BC | +/- | Pts | Avant                  | Après                  | +/-                    |
| ------------------ | ---------------- | -- | -- | - | -- | -- | -- | -- | --- | --- | ---------------------- | ---------------------- | ---------------------- |
| Médaille d'or      | Pays-Bas T       | 16 | 10 | 4 | 1  | 2  | 46 | 31 | +15 | 35  | 3                      | 1                      | +2                     |
| Médaille d'argent  | Grande-Bretagne  | 16 | 8  | 5 | 3  | 3  | 46 | 27 | +19 | 32  | 6                      | 3                      | +3                     |
| Médaille de bronze | Belgique         | 16 | 10 | 0 | 0  | 6  | 42 | 37 | +5  | 30  | 2                      | 2                      | 0                      |
| 4                  | Inde             | 16 | 8  | 3 | 3  | 5  | 51 | 42 | +9  | 30  | 5                      | 4                      | +1                     |
| 5                  | Espagne          | 16 | 8  | 3 | 0  | 5  | 37 | 40 | -3  | 27  | 8                      | 7                      | +1                     |
| 6                  | Allemagne        | 16 | 6  | 2 | 2  | 8  | 31 | 35 | -4  | 22  | 4                      | 5                      | -1                     |
| 7                  | Australie        | 16 | 5  | 3 | 1  | 8  | 41 | 40 | +1  | 19  | 1                      | 6                      | -5                     |
| 8                  | Argentine        | 16 | 3  | 6 | 3  | 7  | 28 | 36 | -8  | 18  | 7                      | 8                      | -1                     |
| 9                  | Nouvelle-Zélande | 16 | 0  | 2 | 1  | 14 | 26 | 60 | -34 | 3   | 9                      | 12                     | -3                     |

|  | Nation reléguée à la Coupe des nations 2023-2024 |

### Euro 2023

#### Poule A
| Rang | Équipe     | Pts | J | G | N | P | Bp | Bc | Diff |
| ---- | ---------- | --- | - | - | - | - | -- | -- | ---- |
| 1    | Belgique   | 9   | 3 | 3 | 0 | 0 | 13 | 5  | +8   |
| 2    | Angleterre | 6   | 3 | 2 | 0 | 1 | 10 | 8  | +2   |
| 3    | Espagne    | 3   | 3 | 1 | 0 | 2 | 9  | 9  | 0    |
| 4    | Autriche P | 0   | 3 | 0 | 0 | 3 | 1  | 11 | -10  |

| 20 août 2023 | Espagne    | 5 - 0 | Autriche   |
| 20 août 2023 | Angleterre | 3 - 5 | Belgique   |
| 21 août 2023 | Angleterre | 3 - 0 | Autriche   |
| 21 août 2023 | Belgique   | 5 - 1 | Espagne    |
| 23 août 2023 | Belgique   | 3 - 1 | Autriche   |
| 23 août 2023 | Espagne    | 3 - 4 | Angleterre |

#### Tableau final
|  | Demi-finales | Demi-finales | Demi-finales | Demi-finales |                               |          | Finale       | Finale       | Finale       | Finale       |
|  |              |              |              |              |                               |          |              |              |              |              |
|  | 25 août 2023 | 25 août 2023 | 25 août 2023 | 25 août 2023 |                               |          | 27 août 2023 | 27 août 2023 | 27 août 2023 | 27 août 2023 |
|  | A1           | Belgique     | 2            | 2            |                               |          | 27 août 2023 | 27 août 2023 | 27 août 2023 | 27 août 2023 |
|  | A1           | Belgique     | 2            | 2            |                               |          | 27 août 2023 | 27 août 2023 | 27 août 2023 | 27 août 2023 |
|  | B2           | Pays-Bas     | 3            | 3            |                               |          | 27 août 2023 | 27 août 2023 | 27 août 2023 | 27 août 2023 |
|  | B2           | Pays-Bas     | 3            | 3            | B2                            | Pays-Bas | 2            | 2            |              |              |
|  | 25 août 2023 |              |              |              | B2                            | Pays-Bas | 2            | 2            |              |              |
|  |              |              | A2           | Angleterre   | 1                             | 1        |              |              |              |              |
|  | B1           | Allemagne    | A2           | Angleterre   | 1                             | 1        | 0 (4)        | 0 (4)        |              |              |
|  | B1           | Allemagne    |              |              |                               |          |              | 0 (4)        |              |              |
|  | A2           | Angleterre   | 0 (5)tab     | 0 (5)tab     |                               |          |              |              |              |              |
|  | A2           | Angleterre   | 0 (5)tab     | 0 (5)tab     | Match pour la troisième place |          |              |              |              |              |
|  |              |              |              |              |                               |          |              |              |              |              |
|  | 27 août 2023 |              |              |              |                               |          |              |              |              |              |
|  | A1           | Belgique     | 2            | 2            |                               |          |              |              |              |              |
|  | A1           | Belgique     | 2            | 2            |                               |          |              |              |              |              |
|  | B1           | Allemagne    | 0            | 0            |                               |          |              |              |              |              |
|  | B1           | Allemagne    | 0            | 0            |                               |          |              |              |              |              |

## Composition
La composition suivante de la Belgique.
Entraîneur :  Michel van den Heuvel
| Numéro | Joueur                   | Date de naissance | Âge | Sélections |
| ------ | ------------------------ | ----------------- | --- | ---------- |
| 1      | Simon Vandenbroucke (GB) | 6 juin 1999       | 23  | 4          |
| 2      | Loic van Doren (GB)      | 14 septembre 1996 | 26  | 43         |
| 3      | Thibeau Stockbroekx      | 20 juillet 2000   | 22  | 13         |
| 4      | Arthur van Doren         | 1er octobre 1994  | 28  | 217        |
| 5      | Nicolas Poncelet         | 19 septembre 1996 | 26  | 30         |
| 7      | John-John Dohmen         | 24 janvier 1988   | 34  | 436        |
| 8      | Florent van Aubel        | 25 octobre 1991   | 31  | 267        |
| 9      | Sébastien Dockier        | 28 décembre 1989  | 33  | 230        |
| 10     | Cédric Charlier          | 27 novembre 1987  | 35  | 353        |
| 11     | Tommy Willems            | 13 avril 1997     | 25  | 13         |
| 12     | Gauthier Boccard         | 26 août 1991      | 31  | 261        |
| 13     | Nicolas de Kerpel        | 23 mars 1993      | 29  | 92         |
| 14     | Thomas Crols             | 11 septembre 2003 | 19  | 0          |
| 15     | Emmanuel Stockbroekx     | 23 décembre 1993  | 29  | 176        |
| 16     | Alexander Hendrickx      | 6 août 1993       | 29  | 163        |
| 17     | Guillermo Hainaut        | 8 juin 2002       | 20  | 2          |
| 19     | Félix Denayer (C)        | 31 janvier 1990   | 32  | 361        |
| 20     | William Ghislain         | 28 juillet 1999   | 23  | 15         |
| 21     | Vincent Vanasch (GB)     | 21 décembre 1987  | 35  | 258        |
| 22     | Simon Gougnard           | 17 janvier 1991   | 31  | 317        |
| 23     | Arthur de Sloover        | 3 mai 1997        | 25  | 124        |
| 24     | Antoine Kina             | 13 février 1996   | 26  | 95         |
| 25     | Loïck Luypaert           | 19 août 1991      | 31  | 271        |
| 26     | Victor Wegnez            | 25 décembre 1995  | 27  | 129        |
| 27     | Tom Boon                 | 25 janvier 1990   | 32  | 325        |
| 28     | Tobias Biekens           | 2 janvier 2001    | 22  | 2          |
| 29     | Maxime van Oost          | 2 décembre 1999   | 23  | 14         |
| 30     | Nelson Onana             | 1er mars 2000     | 22  | 5          |
| 31     | Arno van Dessel          | 3 juillet 2003    | 19  | 6          |
| 32     | Tanguy Cosyns            | 29 juin 1991      | 31  | 157        |
| 33     | Jeremy Wilbers           | 6 novembre 2001   | 21  | 0          |
| 34     | Augustin Raemdonck       | 9 décembre 2001   | 20  | 0          |
| 35     | Dylan Englebert          | 20 avril 2000     | 22  | 1          |
| 39     | Guillaume Hellin         | 28 mai 2001       | 21  | 0          |
| 40     | Roman Duvekot            | 21 juin 2000      | 22  | 1          |
| 41     | Guillaume van Marcke     | 28 décembre 1999  | 23  | 1          |
| 42     | Pierre de Gratie (GB)    | 31 mai 2001       | 21  | 0          |
| 43     | Boris Feldheim (GB)      | 1er avril 2002    | 20  | 0          |

## Matchs
| Coupe du monde 2023 Poule B - Match 7 | Belgique                                                                  | 5 - 0   | Corée du Sud | Kalinga Stadium, Bhubaneswar                                             |                                                                          |
| 14 janvier 2023 17h00                 | Hendrickx 31e · Cosyns 43e · Van Aubel 50e · Dockier 52e · De Sloover 58e | (0 - 0) |              | Arbitrage : Javed Shaikh Jonas van't Hek Arbitre vidéo : David Tomlinson | Arbitrage : Javed Shaikh Jonas van't Hek Arbitre vidéo : David Tomlinson |
| 14 janvier 2023 17h00                 | Rapport                                                                   |         |              | Arbitrage : Javed Shaikh Jonas van't Hek Arbitre vidéo : David Tomlinson | Arbitrage : Javed Shaikh Jonas van't Hek Arbitre vidéo : David Tomlinson |

| Coupe du monde 2023 Poule B - Match 16 | Belgique                  | 2 - 2   | Allemagne                     | Kalinga Stadium, Bhubaneswar                                               |                                                                            |
| 17 janvier 2023 19h00                  | Charlier 10e · Wegnez 55e | (1 - 1) | 23e Wellen · 52e T. Grambusch | Arbitrage : Gareth Greenfield David Tomlinson Arbitre vidéo : Javed Shaikh | Arbitrage : Gareth Greenfield David Tomlinson Arbitre vidéo : Javed Shaikh |
| 17 janvier 2023 19h00                  | Rapport                   |         |                               | Arbitrage : Gareth Greenfield David Tomlinson Arbitre vidéo : Javed Shaikh | Arbitrage : Gareth Greenfield David Tomlinson Arbitre vidéo : Javed Shaikh |

| Coupe du monde 2023 Poule B - Match 23 | Belgique                                                  | 7 - 1   | Japon      | Birsa Munda International Hockey Stadium, Rourkela                   |                                                                      |
| 20 janvier 2023 17h00                  | Charlier 18e · Boon 22e, 27e, 28e, 51e, 56e · Dockier 52e | (4 - 0) | 46e Fukuda | Arbitrage : Javed Shaikh Federico Garcia Arbitre vidéo : Ben Göntgen | Arbitrage : Javed Shaikh Federico Garcia Arbitre vidéo : Ben Göntgen |
| 20 janvier 2023 17h00                  | Rapport                                                   |         |            | Arbitrage : Javed Shaikh Federico Garcia Arbitre vidéo : Ben Göntgen | Arbitrage : Javed Shaikh Federico Garcia Arbitre vidéo : Ben Göntgen |

| Coupe du monde 2023 Quarts de finale - Match 30 | Belgique                 | 2 - 0   | Nouvelle-Zélande | Kalinga Stadium, Bhubaneswar                                     |                                                                  |
| 24 janvier 2023 19h00                           | Boon 11e · Van Aubel 16e | (2 - 0) |                  | Arbitrage : Raghu Prasad Dan Barstow Arbitre vidéo : Ben Göntgen | Arbitrage : Raghu Prasad Dan Barstow Arbitre vidéo : Ben Göntgen |
| 24 janvier 2023 19h00                           | Rapport                  |         |                  | Arbitrage : Raghu Prasad Dan Barstow Arbitre vidéo : Ben Göntgen | Arbitrage : Raghu Prasad Dan Barstow Arbitre vidéo : Ben Göntgen |

| Coupe du monde 2023 Demi-finales - Match 38 | Belgique                                 | 2 - 2             | Pays-Bas                                      | Kalinga Stadium, Bhubaneswar                                         |                                                                      |
| 27 janvier 2023 19h00                       | Boon 27e · De Kerpel 45e                 | (1 - 1)           | 12e, 36e Janssen                              | Arbitrage : Steve Rogers Jakub Mejzlik Arbitre vidéo : Martin Madden | Arbitrage : Steve Rogers Jakub Mejzlik Arbitre vidéo : Martin Madden |
| 27 janvier 2023 19h00                       | Rapport                                  |                   |                                               | Arbitrage : Steve Rogers Jakub Mejzlik Arbitre vidéo : Martin Madden | Arbitrage : Steve Rogers Jakub Mejzlik Arbitre vidéo : Martin Madden |
| 27 janvier 2023 19h00                       | Van Aubel · De Sloover · Wegnez · Cosyns | Tirs au but 3 - 2 | Van Dam · Croon · De Geus · Pieters · Van Ass | Arbitrage : Steve Rogers Jakub Mejzlik Arbitre vidéo : Martin Madden | Arbitrage : Steve Rogers Jakub Mejzlik Arbitre vidéo : Martin Madden |

| Coupe du monde 2023 Finale - Match 44 | Belgique                                                                    | 3 - 3             | Allemagne                                                                   | Kalinga Stadium, Bhubaneswar                                          |                                                                       |
| 29 janvier 2023 19h00                 | Van Aubel 10e · Cosyns 11e · Boon 59e                                       | (2 - 1)           | 29e Wellen · 41e Peillat · 48e M. Grambusch                                 | Arbitrage : Steve Rogers Jakub Mejzlik Arbitre vidéo : Coen van Bunge | Arbitrage : Steve Rogers Jakub Mejzlik Arbitre vidéo : Coen van Bunge |
| 29 janvier 2023 19h00                 | Rapport                                                                     |                   |                                                                             | Arbitrage : Steve Rogers Jakub Mejzlik Arbitre vidéo : Coen van Bunge | Arbitrage : Steve Rogers Jakub Mejzlik Arbitre vidéo : Coen van Bunge |
| 29 janvier 2023 19h00                 | Van Aubel · De Sloover · Wegnez · Cosyns · Kina · ---- · Van Aubel · Cosyns | Tirs au but 4 - 5 | Wellen · H. Müller · Miltkau · Prinz · M. Grambusch · ---- · Wellen · Prinz | Arbitrage : Steve Rogers Jakub Mejzlik Arbitre vidéo : Coen van Bunge | Arbitrage : Steve Rogers Jakub Mejzlik Arbitre vidéo : Coen van Bunge |

| Ligue professionnelle 2022-2023 Match 37 | Belgique                       | 2 - 1   | Inde        | Lee Valley Hockey & Tennis Centre, Londres                             |                                                                        |
| 26 mai 2023 14h30                        | T. Stockbroekx 18e · Onana 60e | (1 - 1) | 25e Mandeep | Arbitrage : Ahmed Elsayed Lim Hong-Zhen Arbitre vidéo : Ayanna McClean | Arbitrage : Ahmed Elsayed Lim Hong-Zhen Arbitre vidéo : Ayanna McClean |
| 26 mai 2023 14h30                        | Rapport                        |         |             | Arbitrage : Ahmed Elsayed Lim Hong-Zhen Arbitre vidéo : Ayanna McClean | Arbitrage : Ahmed Elsayed Lim Hong-Zhen Arbitre vidéo : Ayanna McClean |

| Ligue professionnelle 2022-2023 Match 39 | Grande-Bretagne                          | 3 - 1   | Belgique   | Lee Valley Hockey & Tennis Centre, Londres                             |                                                                        |
| 28 mai 2023 12h30                        | Rushmere 13e · Waller 14e · Bandurak 28e | (3 - 0) | 33e Cosyns | Arbitrage : Sean Rapaport Lim Hong-Zhen Arbitre vidéo : Ayanna McClean | Arbitrage : Sean Rapaport Lim Hong-Zhen Arbitre vidéo : Ayanna McClean |
| 28 mai 2023 12h30                        | Rapport                                  |         |            | Arbitrage : Sean Rapaport Lim Hong-Zhen Arbitre vidéo : Ayanna McClean | Arbitrage : Sean Rapaport Lim Hong-Zhen Arbitre vidéo : Ayanna McClean |

| Ligue professionnelle 2022-2023 Match 40 | Belgique     | 1 - 5   | Inde                                                      | Lee Valley Hockey & Tennis Centre, Londres                           |                                                                      |
| 2 juin 2023 14h30                        | Ghislain 46e | (0 - 4) | 2e Vivek · 21e, 30e Harmanpreet · 29e Amit · 60e Dilpreet | Arbitrage : Sean Rapaport Wanri Venter Arbitre vidéo : Lim Hong-Zhen | Arbitrage : Sean Rapaport Wanri Venter Arbitre vidéo : Lim Hong-Zhen |
| 2 juin 2023 14h30                        | Rapport      |         |                                                           | Arbitrage : Sean Rapaport Wanri Venter Arbitre vidéo : Lim Hong-Zhen | Arbitrage : Sean Rapaport Wanri Venter Arbitre vidéo : Lim Hong-Zhen |

| Ligue professionnelle 2022-2023 Match 42 | Grande-Bretagne         | 2 - 3   | Belgique                                     | Lee Valley Hockey & Tennis Centre, Londres                             |                                                                        |
| 4 juin 2023 12h30                        | Bandurak 8e · Nurse 47e | (1 - 1) | 29e Cosyns · 37e T. Stockbroekx · 47e Dohmen | Arbitrage : Sean Rapaport Lim Hong-Zhen Arbitre vidéo : Ayanna McClean | Arbitrage : Sean Rapaport Lim Hong-Zhen Arbitre vidéo : Ayanna McClean |
| 4 juin 2023 12h30                        | Rapport                 |         |                                              | Arbitrage : Sean Rapaport Lim Hong-Zhen Arbitre vidéo : Ayanna McClean | Arbitrage : Sean Rapaport Lim Hong-Zhen Arbitre vidéo : Ayanna McClean |

| Ligue professionnelle 2022-2023 Match 52 | Belgique                                                                       | 5 - 4   | Australie                                          | Wilrijkse Plein, Anvers                                                   |                                                                           |
| 17 juin 2023 16h30                       | Onana 6e · T. Stockbroekx 17e · De Sloover 47e · Van Dessel 55e · Luypaert 59e | (2 - 1) | 13e Beale · 40e Whetton · 44e Willott · 57e Govers | Arbitrage : Coen van Bunge Martin Madden Arbitre vidéo : Annelize Rostron | Arbitrage : Coen van Bunge Martin Madden Arbitre vidéo : Annelize Rostron |
| 17 juin 2023 16h30                       | Rapport                                                                        |         |                                                    | Arbitrage : Coen van Bunge Martin Madden Arbitre vidéo : Annelize Rostron | Arbitrage : Coen van Bunge Martin Madden Arbitre vidéo : Annelize Rostron |

| Ligue professionnelle 2022-2023 Match 54 | Belgique                                | 3 - 1   | Nouvelle-Zélande | Wilrijkse Plein, Anvers                                                 |                                                                         |
| 18 juin 2023 16h30                       | Cosyns 22e · Luypaert 34e · Dockier 48e | (1 - 0) | 42e Russell      | Arbitrage : Michelle Meister Martin Madden Arbitre vidéo : Liu Xiaoying | Arbitrage : Michelle Meister Martin Madden Arbitre vidéo : Liu Xiaoying |
| 18 juin 2023 16h30                       | Rapport                                 |         |                  | Arbitrage : Michelle Meister Martin Madden Arbitre vidéo : Liu Xiaoying | Arbitrage : Michelle Meister Martin Madden Arbitre vidéo : Liu Xiaoying |

| Ligue professionnelle 2022-2023 Match 58 | Belgique                          | 3 - 1   | Australie  | Wilrijkse Plein, Anvers                                                   |                                                                           |
| 20 juin 2023 20h30                       | Luypaert 12e, 41e · De Kerpel 56e | (1 - 0) | 52e Govers | Arbitrage : Coen van Bunge Martin Madden Arbitre vidéo : Michelle Meister | Arbitrage : Coen van Bunge Martin Madden Arbitre vidéo : Michelle Meister |
| 20 juin 2023 20h30                       | Rapport                           |         |            | Arbitrage : Coen van Bunge Martin Madden Arbitre vidéo : Michelle Meister | Arbitrage : Coen van Bunge Martin Madden Arbitre vidéo : Michelle Meister |

| Ligue professionnelle 2022-2023 Match 60 | Belgique   | 1 - 0   | Nouvelle-Zélande | Wilrijkse Plein, Anvers                                                   |                                                                           |
| 21 juin 2023 20h30                       | Cosyns 11e | (1 - 0) |                  | Arbitrage : Annelize Rostron Martin Madden Arbitre vidéo : Coen van Bunge | Arbitrage : Annelize Rostron Martin Madden Arbitre vidéo : Coen van Bunge |
| 21 juin 2023 20h30                       | Rapport    |         |                  | Arbitrage : Annelize Rostron Martin Madden Arbitre vidéo : Coen van Bunge | Arbitrage : Annelize Rostron Martin Madden Arbitre vidéo : Coen van Bunge |

| Ligue professionnelle 2022-2023 Match 67 | Belgique                                                                        | 7 - 2   | Espagne                  | Wilrijkse Plein, Anvers                                                 |                                                                         |
| 30 juin 2023 20h40                       | Wegnez 5e, 49e · Van Aubel 12e · Hendrickx 20e, 30e · Luypaert 25e · Dohmen 55e | (5 - 1) | 3e Iglesias · 58e Menini | Arbitrage : Michiel Otten Martin Madden Arbitre vidéo : Irene Presenqui | Arbitrage : Michiel Otten Martin Madden Arbitre vidéo : Irene Presenqui |
| 30 juin 2023 20h40                       | Rapport                                                                         |         |                          | Arbitrage : Michiel Otten Martin Madden Arbitre vidéo : Irene Presenqui | Arbitrage : Michiel Otten Martin Madden Arbitre vidéo : Irene Presenqui |

| Ligue professionnelle 2022-2023 Match 68 | Belgique      | 1 - 6   | Pays-Bas                                                                                    | Wilrijkse Plein, Anvers                                             |                                                                     |
| 1er juillet 2023 14h10                   | Hendrickx 50e | (0 - 3) | 2e Bijen · 12e Hoedemakers · 23e De Vilder · 32e Janssen · 49e Wortelboer · 60e T. Brinkman | Arbitrage : Martin Madden Sarah Wilson Arbitre vidéo : Alison Keogh | Arbitrage : Martin Madden Sarah Wilson Arbitre vidéo : Alison Keogh |
| 1er juillet 2023 14h10                   | Rapport       |         |                                                                                             | Arbitrage : Martin Madden Sarah Wilson Arbitre vidéo : Alison Keogh | Arbitrage : Martin Madden Sarah Wilson Arbitre vidéo : Alison Keogh |

| Ligue professionnelle 2022-2023 Match 70 | Belgique                                                      | 5 - 1   | Espagne    | Wilrijkse Plein, Anvers                                              |                                                                      |
| 3 juillet 2023 20h40                     | Dockier 32e · De Kerpel 37e · Hendrickx 41e, 49e · Wegnez 42e | (0 - 0) | 56e Clapés | Arbitrage : Alison Keogh Martin Madden Arbitre vidéo : Michiel Otten | Arbitrage : Alison Keogh Martin Madden Arbitre vidéo : Michiel Otten |
| 3 juillet 2023 20h40                     | Rapport                                                       |         |            | Arbitrage : Alison Keogh Martin Madden Arbitre vidéo : Michiel Otten | Arbitrage : Alison Keogh Martin Madden Arbitre vidéo : Michiel Otten |

| Ligue professionnelle 2022-2023 Match 71 | Belgique           | 2 - 4   | Pays-Bas                                                   | Wilrijkse Plein, Anvers                                             |                                                                     |
| 4 juillet 2023 20h40                     | Hendrickx 19e, 32e | (1 - 3) | 6e Van Dam · 21e Janssen · 26e T. Brinkman · 47e Burkhardt | Arbitrage : Martin Madden Sarah Wilson Arbitre vidéo : Alison Keogh | Arbitrage : Martin Madden Sarah Wilson Arbitre vidéo : Alison Keogh |
| 4 juillet 2023 20h40                     | Rapport            |         |                                                            | Arbitrage : Martin Madden Sarah Wilson Arbitre vidéo : Alison Keogh | Arbitrage : Martin Madden Sarah Wilson Arbitre vidéo : Alison Keogh |

| Euro 2023 Poule A - Match 4 | Belgique                                                         | 5 - 3   | Angleterre                  | SparkassenPark, Mönchengladbach                                      |                                                                      |
| 20 août 2023 12h30          | Ghislain 12e · Van Aubel 31e, 32e · Luypaert 40e · Hendrickx 41e | (1 - 3) | 8e, 26e Bandurak · 30e Ward | Arbitrage : Ben Göntgen Coen van Bunge Arbitre vidéo : Jakub Mejzlik | Arbitrage : Ben Göntgen Coen van Bunge Arbitre vidéo : Jakub Mejzlik |
| 20 août 2023 12h30          | Rapport                                                          |         |                             | Arbitrage : Ben Göntgen Coen van Bunge Arbitre vidéo : Jakub Mejzlik | Arbitrage : Ben Göntgen Coen van Bunge Arbitre vidéo : Jakub Mejzlik |

| Euro 2023 Poule A - Match 8 | Belgique                                                      | 5 - 1   | Espagne      | SparkassenPark, Mönchengladbach                                       |                                                                       |
| 21 août 2023 20h30          | Ghislain 11e · Hendrickx 13e, 48e · Van Aubel 18e · Onana 50e | (3 - 0) | 42e Basterra | Arbitrage : Jonas van't Hek Sean Edwards Arbitre vidéo : Sarah Wilson | Arbitrage : Jonas van't Hek Sean Edwards Arbitre vidéo : Sarah Wilson |
| 21 août 2023 20h30          | Rapport                                                       |         |              | Arbitrage : Jonas van't Hek Sean Edwards Arbitre vidéo : Sarah Wilson | Arbitrage : Jonas van't Hek Sean Edwards Arbitre vidéo : Sarah Wilson |

| Euro 2023 Poule A - Match 9 | Belgique                      | 3 - 1   | Autriche    | SparkassenPark, Mönchengladbach                                        |                                                                        |
| 23 août 2023 10h00          | Hendrickx 5e, 15e · Onana 25e | (3 - 1) | 26e Losonci | Arbitrage : Alison Keogh Martin Madden Arbitre vidéo : Hannah Harrison | Arbitrage : Alison Keogh Martin Madden Arbitre vidéo : Hannah Harrison |
| 23 août 2023 10h00          | Rapport                       |         |             | Arbitrage : Alison Keogh Martin Madden Arbitre vidéo : Hannah Harrison | Arbitrage : Alison Keogh Martin Madden Arbitre vidéo : Hannah Harrison |

| Euro 2023 Demi-finales - Match 15 | Pays-Bas                                    | 3 - 2   | Belgique                   | SparkassenPark, Mönchengladbach                                     |                                                                     |
| 25 août 2023 19h00                | De Geus 34e · Brinkman 38e · Telgenkamp 57e | (0 - 1) | 2e Denayer · 40e De Kerpel | Arbitrage : Ben Göntgen Dan Barstow Arbitre vidéo : Hannah Harrison | Arbitrage : Ben Göntgen Dan Barstow Arbitre vidéo : Hannah Harrison |
| 25 août 2023 19h00                | Rapport                                     |         |                            | Arbitrage : Ben Göntgen Dan Barstow Arbitre vidéo : Hannah Harrison | Arbitrage : Ben Göntgen Dan Barstow Arbitre vidéo : Hannah Harrison |

| Euro 2023 Match pour la 3e place - Match 19 | Allemagne | 0 - 2   | Belgique                  | SparkassenPark, Mönchengladbach                                      |                                                                      |
| 27 août 2023 12h30                          |           | (0 - 2) | 15e Onana · 29e Van Aubel | Arbitrage : Dan Barstow Sean Edwards Arbitre vidéo : Rachel Williams | Arbitrage : Dan Barstow Sean Edwards Arbitre vidéo : Rachel Williams |
| 27 août 2023 12h30                          | Rapport   |         |                           | Arbitrage : Dan Barstow Sean Edwards Arbitre vidéo : Rachel Williams | Arbitrage : Dan Barstow Sean Edwards Arbitre vidéo : Rachel Williams |

## Les joueurs
| Joueurs | Joueurs                  | CM 2023 | CM 2023 | CM 2023 | CM 2023 | CM 2023 | CM 2023 | LP 2022-2023 | LP 2022-2023 | LP 2022-2023 | LP 2022-2023 | LP 2022-2023 | LP 2022-2023 | LP 2022-2023 | LP 2022-2023 | LP 2022-2023 | LP 2022-2023 | LP 2022-2023 | LP 2022-2023 | EURO 2023 | EURO 2023 | EURO 2023 | EURO 2023 | EURO 2023 |
| ------- | ------------------------ | ------- | ------- | ------- | ------- | ------- | ------- | ------------ | ------------ | ------------ | ------------ | ------------ | ------------ | ------------ | ------------ | ------------ | ------------ | ------------ | ------------ | --------- | --------- | --------- | --------- | --------- |
| 1       | Simon Vandenbroucke (GB) | NC      | NC      | NC      | NC      | NC      | NC      | NC           | NC           | NC           | NC           | NC           | NC           | NC           | NC           | 55           | NC           | NC           | NC           | NC        | NC        | NC        | NC        | NC        |
| 2       | Loic van Doren (GB)      | NC      | NC      | NC      | NC      | NC      | NC      | X            | X            | X            | X            | NC           | X            | X            | X            | NC           | NC           | NC           | NC           | NC        | NC        | X         | NC        | NC        |
| 3       | Thibeau Stockbroekx      | NC      | NC      | NC      | NC      | NC      | NC      | X ·          | X            | 4            | 4 ·          | 6 ·          | X            | NC           | X            | 4            | NC           | NC           | X            | NC        | NC        | NC        | NC        | NC        |
| 4       | Arthur van Doren         | X       | NC      | X       | X       | X       | X       | NC           | NC           | NC           | NC           | X            | NC           | X            | X            | NC           | X            | NC           | X            | X         | X         | X         | X         | X         |
| 5       | Nicolas Poncelet         | NC      | NC      | NC      | NC      | NC      | NC      | X            | X            | 4            | 4            | NC           | 6            | NC           | 3            | NC           | NC           | NC           | NC           | NC        | NC        | NC        | NC        | NC        |
| 7       | John-John Dohmen         | NC      | 4       | 4       | 3       | 3       | 3       | X            | X            | X            | X ·          | X            | 4            | 4            | X            | X ·          | 4            | 4            | 4            | 4         | 4         | 4         | 5         | 4         |
| 8       | Florent van Aubel        | X ·     | X       | X       | X ·     | X       | X ·     | NC           | NC           | NC           | NC           | X            | NC           | X            | NC           | X ·          | X            | X            | X            | X ·       | X ·       | X         | X         | X ·       |
| 9       | Sébastien Dockier        | X ·     | 4       | X ·     | 56      | X       | 33      | NC           | NC           | NC           | NC           | X            | 4 ·          | X            | 5            | 5            | 6            | X ·          | NC           | NC        | NC        | NC        | NC        | NC        |
| 10      | Cédric Charlier          | 4       | 4 ·     | 3 ·     | 3       | 3       | 3       | NC           | NC           | NC           | NC           | 6            | X            | X            | NC           | NC           | 6            | 5            | 5            | 4         | 4         | 3         | X         | X         |
| 11      | Tommy Willems            | NC      | NC      | NC      | NC      | NC      | NC      | NC           | NC           | NC           | NC           | NC           | NC           | NC           | NC           | NC           | NC           | NC           | NC           | NC        | NC        | NC        | NC        | NC        |
| 12      | Gauthier Boccard         | X       | X       | X       | X       | X       | X       | NC           | NC           | X            | X            | X            | 4            | X            | X            | 4            | 3            | 4            | NC           | X         | X         | X         | X         | X         |
| 13      | Nicolas de Kerpel        | 28      | 4       | 3       | 4       | 45 ·    | X       | X            | X            | X            | X            | X            | NC           | X ·          | X            | NC           | X            | X ·          | NC           | X         | X         | X         | 4 ·       | 3         |
| 14      | Thomas Crols             | NC      | NC      | NC      | NC      | NC      | NC      | NC           | 6            | NC           | NC           | NC           | NC           | NC           | NC           | NC           | NC           | NC           | NC           | NC        | NC        | NC        | NC        | NC        |
| 15      | Emmanuel Stockbroekx     | NC      | NC      | NC      | NC      | NC      | NC      | 4            | 3            | X            | X            | X            | X            | X            | X            | X            | X            | X            | X            | 4         | 4         | 6         | 5         | 5         |
| 16      | Alexander Hendrickx      | X ·     | X       | X       | NC      | NC      | NC      | NC           | NC           | NC           | NC           | NC           | NC           | NC           | NC           | X ·          | X ·          | X ·          | X ·          | X ·       | X ·       | X ·       | X         | X         |
| 17      | Guillermo Hainaut        | NC      | NC      | NC      | NC      | NC      | NC      | 8            | 8            | NC           | NC           | NC           | NC           | NC           | NC           | NC           | NC           | NC           | NC           | NC        | NC        | NC        | NC        | NC        |
| 19      | Felix Denayer            | X       | X       | X       | X       | X       | X       | NC           | NC           | 5            | X            | X            | X            | NC           | NC           | 4            | X            | X            | X            | X         | X         | X         | X ·       | X         |
| 20      | William Ghislain         | NC      | NC      | NC      | NC      | NC      | NC      | X            | X            | X ·          | X            | NC           | X            | 4            | 5            | 5            | NC           | NC           | 5            | 3 ·       | 3 ·       | 3         | X         | X         |
| 21      | Vincent Vanasch (GB)     | X       | X       | X       | X       | X       | X       | NC           | NC           | NC           | NC           | X            | NC           | NC           | NC           | X            | X            | X            | X            | X         | X         | NC        | X         | X         |
| 22      | Simon Gougnard           | 4       | NC      | 4       | 3       | 4       | 3       | NC           | NC           | NC           | NC           | NC           | NC           | NC           | NC           | NC           | NC           | NC           | NC           | NC        | NC        | NC        | NC        | NC        |
| 23      | Arthur de Sloover        | X ·     | X       | X       | X       | X       | X       | X            | X            | X            | X            | 5 ·          | X            | 4            | 5            | X            | 4            | X            | 4            | X         | X         | X         | X         | X         |
| 24      | Antoine Kina             | X       | X       | X       | X       | X       | X       | NC           | NC           | NC           | NC           | NC           | NC           | NC           | NC           | X            | X            | X            | X            | X         | X         | X         | X         | X         |
| 25      | Loick Luypaert           | 3       | X       | 2       | X       | X       | X       | X            | X            | X            | X            | X ·          | X ·          | X ·          | X            | X ·          | X            | X            | X            | 3 ·       | 3         | 4         | 5         | 4         |
| 26      | Victor Wegnez            | X       | X ·     | X       | X       | X       | X       | X            | X            | X            | X            | X            | X            | X            | X            | X ·          | X            | X ·          | X            | X         | X         | X         | X         | X         |
| 27      | Tom Boon                 | X       | X       | X ·     | X ·     | X ·     | X ·     | NC           | NC           | 4            | 4            | NC           | NC           | NC           | NC           | NC           | X            | 5            | NC           | NC        | NC        | NC        | NC        | NC        |
| 28      | Tobias Biekens           | NC      | NC      | NC      | NC      | NC      | NC      | 6            | 6            | 5            | NC           | NC           | NC           | NC           | NC           | NC           | NC           | NC           | NC           | NC        | NC        | NC        | NC        | NC        |
| 29      | Maxime van Oost          | NC      | NC      | NC      | 4       | 5       | 4       | NC           | NC           | NC           | NC           | 4            | X            | 4            | X            | 3            | NC           | 4            | 3            | NC        | NC        | NC        | NC        | NC        |
| 30      | Nelson Onana             | NC      | NC      | NC      | NC      | NC      | NC      | 6 ·          | 5            | 4            | 4            | 5 ·          | 2            | 4            | 4            | X            | NC           | NC           | X            | X         | X ·       | X ·       | 3         | 4 ·       |
| 31      | Arno van Dessel          | NC      | NC      | NC      | NC      | NC      | NC      | X            | X            | X            | 4            | 2 ·          | X            | X            | 5            | X            | 3            | 4            | 4            | 6         | 5         | 6         | 5         | 5         |
| 32      | Tanguy Cosyns            | 5 ·     | X       | 16      | X       | 3       | 3 ·     | X            | X ·          | X            | X ·          | NC           | 5 ·          | 4            | X ·          | NC           | NC           | NC           | NC           | NC        | NC        | NC        | NC        | NC        |
| 33      | Jeremy Wilbers           | NC      | NC      | NC      | NC      | NC      | NC      | NC           | NC           | NC           | NC           | NC           | NC           | NC           | NC           | NC           | NC           | NC           | NC           | NC        | NC        | NC        | NC        | NC        |
| 34      | Augustin Raemdonck       | NC      | NC      | NC      | NC      | NC      | NC      | NC           | NC           | NC           | NC           | NC           | NC           | NC           | NC           | NC           | NC           | NC           | NC           | NC        | NC        | NC        | NC        | NC        |
| 35      | Dylan Englebert          | NC      | NC      | NC      | NC      | NC      | NC      | NC           | NC           | NC           | NC           | NC           | NC           | NC           | NC           | NC           | NC           | NC           | NC           | NC        | NC        | NC        | NC        | NC        |
| 39      | Guillaume Hellin         | NC      | NC      | NC      | NC      | NC      | NC      | 6            | NC           | NC           | NC           | NC           | NC           | NC           | NC           | NC           | NC           | NC           | NC           | NC        | NC        | NC        | NC        | NC        |
| 40      | Roman Duvekot            | NC      | NC      | NC      | NC      | NC      | NC      | 6            | 6            | NC           | NC           | NC           | NC           | NC           | NC           | NC           | NC           | NC           | NC           | NC        | NC        | NC        | NC        | NC        |
| 41      | Guillaume van Marcke     | NC      | NC      | NC      | NC      | NC      | NC      | NC           | NC           | NC           | NC           | NC           | NC           | NC           | NC           | NC           | NC           | NC           | NC           | NC        | NC        | NC        | NC        | NC        |
| 42      | Pierre de Gratie (GB)    | NC      | NC      | NC      | NC      | NC      | NC      | NC           | NC           | NC           | NC           | NC           | NC           | NC           | NC           | NC           | NC           | NC           | NC           | NC        | NC        | NC        | NC        | NC        |
| 43      | Boris Feldheim (GB)      | NC      | NC      | NC      | NC      | NC      | NC      | NC           | NC           | NC           | NC           | NC           | NC           | NC           | NC           | NC           | NC           | NC           | NC           | NC        | NC        | NC        | NC        | NC        |

Un « X » indique un joueur commence le match sur le terrain.